# MAT-49
МАТ-49 — французский пистолет-пулемёт.

## История
После окончания второй мировой войны на вооружении французских войск находились 7,65-мм пистолеты-пулемёты MAS-38, полученные по программе военной помощи американские пистолеты-пулемёты Томпсона и М3, английские STEN, а также трофейные немецкие MP.38/40, использовавшие три разных патрона. 11 мая 1945 года было принято решение о разработке нового пистолета-пулемёта под патрон 9×19 мм Парабеллум, в 1947 году были представлены первые прототипы, по результатам испытаний которых их конструкция была улучшена, в 1948 году испытания были продолжены.
После подписания 4 апреля 1949 года Североатлантического договора Франция вошла в состав военно-политического блока НАТО и приняла на себя обязательства по стандартизации вооружения и военной техники с другими странами НАТО — в качестве единого пистолетного патрона стран НАТО был официально утверждён патрон 9×19 мм Парабеллум.
В конце 1949 года или в январе 1950 года началось серийное производство МАТ-49, в мае 1950 года в конструкцию были внесены изменения и объемы выпуска увеличились.
После распада французской колониальной системы в 1950—1960-е годы некоторое количество МАТ-49 осталось на территории бывших французских колоний.
В 1979 году на вооружение был принят автомат FAMAS и производство MAT-49 было прекращено.

## Описание
Пистолет-пулемет MAT-49 построен на основе автоматики со свободным затвором. Огонь ведется с открытого затвора, режим огня в армейских вариантах — только автоматический. В небольших количествах для полиции также выпускались варианты МАТ-49 с двумя спусковыми крючками, обеспечивающими ведение как автоматического, так и одиночного огня.
Большая часть деталей, включая ствольную коробку, пистолетную рукоятку со спусковой скобой, приемник магазина, выполнены штамповкой из листовой стали (это решение позволило повысить технологичность и снизить себестоимость производства оружия).
Окно для выброса гильз на ствольной коробке закрывается подпружиненной крышкой, автоматически откидывающейся назад при взведении затвора. Приемник магазина выполнен в виде передней рукоятки для удержания оружия и может складываться вместе вперед, под ствол, для уменьшения габаритов оружия при транспортировке и переноске. Рукоятка взведения расположена слева и не движется при стрельбе. Прицел имеет перекидной «L»-образный целик на две дистанции — 50 и 100 метров. МАТ-49 оснащен автоматическим предохранителем в виде клавиши на тыльной части пистолетной рукоятки управления огнем.
В целом МАТ-49 был надежным оружием, простым и неприхотливым в обращении. При неполной разборке он легко разделяется на небольшое количество крупных частей. МАТ-49 сочетает хорошие боевые характеристики, надежность и высокое качество исполнения. В кучность его стрельбы свой вклад вносит его избыточный вес — 4,17 кг в снаряженном состоянии. Все детали были выполнены из высокопрочной и качественной стали, за счет чего оружие проявляло высокую надежность и живучесть в различных климатических условиях.

### Модификации

- МАТ-49 — с выдвижным прикладом, выпускался в трех вариантах исполнения:[1] первая модификация имела деревянные щечки рукоятки, вторая — пластмассовые щечки, третья — штампованную стальную рукоятку.
  - МАТ-49 первой модификации[1] — выпущенные до мая 1950 года[2]
  - МАТ-49 второй модификации — выпущенные с мая 1950 до 1962 года[2], с изменением геометрии некоторых деталей[1]
  - МАТ-49 последней модификации — выпущенные в 1967—1979 гг. на арсенале в Сент-Этьене (имели штампованную стальную рукоятку)[1]
- МАТ-49/54 — вариант для жандармерии с удлиненным до 365 мм стволом и нескладным деревянным прикладом[2][1]
- MAT 54 S.B. — самозарядный вариант MAT-49/54 для инкассаторов и тюремной охраны (обеспечивавший возможность стрельбы только одиночными выстрелами)[2]
- МАТ-49 под патрон 7,62×25 мм ТТ — вьетнамская модификация[1], в 1962—1963 гг. некоторое количество было переделано на предприятии Z1[3]

## Страны-эксплуатанты

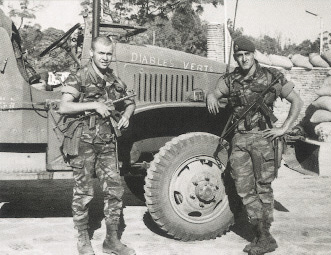
легионеры французского Иностранного легиона с МАТ-49 после боя у Колвези (май 1978)

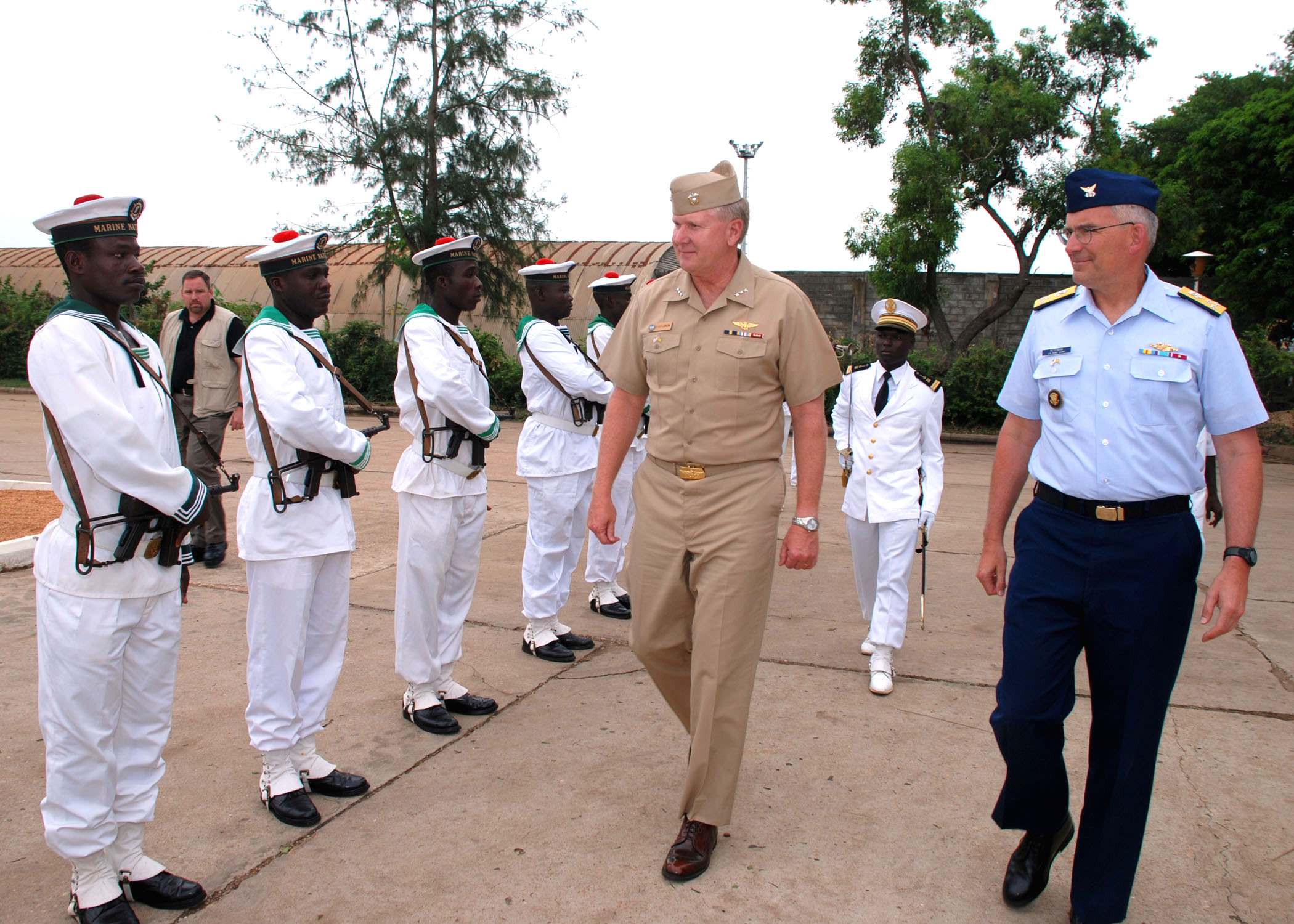
моряки военно-морских сил Того с МАТ-49 (21 мая 2007)

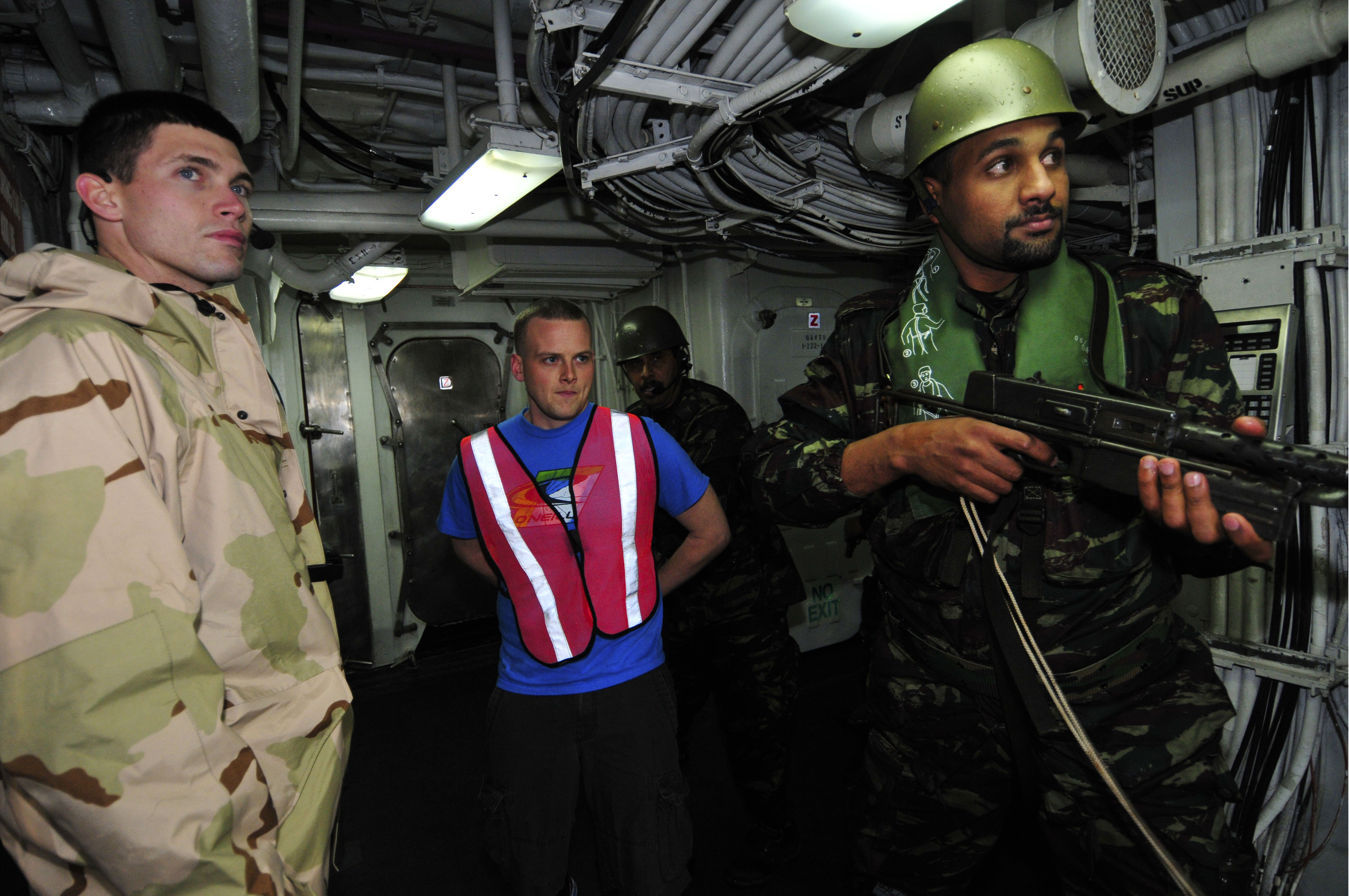
моряк военно-морских сил Марокко с МАТ-49 на учениях (февраль 2012)

- Алжир[1] — после окончания войны за независимость и провозглашения в 1962 году независимости Алжира некоторое количество МАТ-49 осталось на вооружении военизированных и полицейских формирований
- Вьетнам[1] — с 1951 года MAT-49 стали основным типом пистолета-пулемёта у французских войск в Индокитае, в ходе боевых действий трофейные МАТ-49 использовались партизанами Вьетминя, а затем были официально приняты на вооружение Вьетнамской Народной армии. В середине 1962 года начался ремонт оставшихся на хранении МАТ-49, который был завершен в 1963 году (всего отремонтировали свыше 2000 шт. МАТ-49, которые в дальнейшем были отправлены партизанам НФОЮВ)[3]
- Габон[2]
- Лаос[2]
- Марокко — после предоставлении протекторату Марокко независимости от Франции 7 апреля 1956 года MAT-49 остались на вооружении
- Сенегал[2]
- Того[2] — вооружённые силы Того
- Франция[3] — после завершения испытаний предсерийного прототипа 20 мая 1949 года принят на вооружение, первые образцы начали поступать в парашютно-десантные подразделения; снят с вооружения примерно в 1980 году[1], но даже в середине 1990-х годов некоторое количество оставалось на хранении[4].